# 克里米亞攻勢 (1944年)
克里米亚攻势，是1944年4月8日至5月12日苏军乌克兰第4方面军和独立滨海集团军对德第17集团军发起的旨在收复克里米亚的攻势。乌克兰第4方面军和独立滨海集团军分别从克里米亚半岛北面和刻赤半岛东面发起攻势，并在15日推进至塞瓦斯托波尔要塞区。5月9日，德军在塞瓦斯托波尔外围的防线崩溃，并被迫从海上撤离塞瓦斯托波尔。此战结束后，苏军收复克里米亚半岛，德第17集团军遭受重创，并在接下来的两个月中未参加任何战役。
该攻势是十次斯大林突击的一部分，是第聂伯河-喀尔巴阡山脉攻势的延续。

## 背景
1943年11月24日，南方方面军收复梅利托波尔，击穿了德第6集团军的防线。托尔布欣命令第11、19坦克军和近卫第4骑兵军以最快速度从诺盖草原向克里米亚发起进攻。此时守卫彼列科普地峡的只有斯洛伐克第1师和第153野战训练师的一部。第6集团军从沃坦防线撤退使得苏军有切断克里米亚半岛的危险，尽管克莱斯特、蔡茨勒和第17集团军指挥官雅内克都赞成执行从克里米亚撤退的“迈克尔行动”，但是希特勒不予批准。28日，希特勒命令德军不得从克里米亚撤出，并下达“即使在未来几天内陆上通道被切断的情况下，也要守住克里米亚半岛”的命令。
11月1日，苏第19坦克军抵达彼列科普，并迅速突破了斯洛伐克第1师的防线。但是苏军未能充分利用德军的漏洞，德第81野战补充营迅速填补了防线的缺口。同日，近卫第10步兵军的一部在当地人的帮助下渡过锡瓦什湖，但很快就被德军封锁在锡瓦什湖的一个小桥头堡。2日，苏军对鞑靼防线发起猛烈的进攻，苏军尽管损失惨重，但是成功突破了鞑靼墙。但是在11月3日，德军的88炮组和3号突击炮被部署到北面，第4航空军开始对克里米亚北部的苏军进行猛烈地轰炸。根据德军的报告，苏军损失了约80辆坦克，尽管德军也损失了5门88炮和4门200mm火炮。11月6日，随着德军第50步兵师的到来，德军发动反击，但是未能重占彼列科普。双方都停止了大规模进攻。托尔布欣此时被命令优先摧毁德军位于尼科波尔的桥头堡。
但是，苏军并没有放弃对克里米亚的进攻。北高加索方面军策划了登陆刻赤半岛的行动。此时刻赤半岛仅有德第5军和罗马尼亚骑兵军防守。尽管苏军的两栖登陆能力较差，但是苏联最高统帅部依旧命令苏军发动登陆战。11月1日4点50分，苏第318山地步兵师从埃尔蒂根登陆，当日下午苏军的攻势就被阻滞了。3日，第56集团军的近卫第2步兵师和在耶尼卡莱登陆，此处德军仅有4个营的部队。4日，苏军攻占巴克希。第56集团军于5日发动了大规模攻势，但是未能进一步突破德军的防线。7日，德军发起了“彗星行动”，希望将位于埃尔蒂根的苏军赶下大海，但是德军失败了。10日，苏军再度发起进攻，独立滨海集团军将德军逼退了两公里，并在12日逼近刻赤城郊。14日，滨海集团军利用刚运来的T-34对德军再度进攻，但被贝伦芬格的榴弹炮团给阻滞。苏军未能达成占领刻赤的目标。
12月初，罗马尼亚部队开始向埃尔蒂根进攻。此时该桥头堡的弹药和粮食储备已经越发紧张。12月6日，位于埃尔蒂根的苏军试图突围，在刻赤附近被德军阻击，但其中一部分苏军成功被运输至安全地带。11日，埃尔蒂根易手。
为了能够打通同第17集团军的陆上联系，第6集团军奉命坚守尼科波尔桥头堡。1944年1月30日，乌克兰第3、第4方面军对尼科波尔发起了进攻，并于2月5日攻占重要铁路枢纽阿波斯托洛沃。第6集团军被迫退守卡缅卡河，第17集团军已经彻底被孤立。

## 双方的计划

### 苏军
早在1943年9月22日，华西列夫斯基就已经提出了一个计划：从北高加索方面军将部队调至南方方面军，在德军撤退时迅速攻占梅利托波尔，并迅速向彼列科普和琼加尔地峡前进。空降部队将被投放至占科伊，内外夹攻突破地峡。但是这个计划很快被否决，理由是从北高加索方面军调集部队进行远距离运输容易被德军发现，从刻赤半岛登陆是一个更好的选择。
在1944年2月，苏军已经拟定了一个新的进攻计划。近卫第2集团军从彼列科普对“康拉德”军级支队发起猛烈的攻势，第51集团军从锡瓦什湖南岸的桥头堡发起进攻，而原来被部署在琼加尔地峡的第28集团军转为预备役。一旦德军的防线被突破，第19坦克军将南下攻占辛菲罗波尔。而叶廖缅科的独立滨海集团军应该牵制住位于刻赤的第5军，防止其增援。乌克兰第4方面军和独立滨海集团军分别能得到空军第8、4集团军的支援。1943年12月9日，苏军成功在锡瓦什湖上修建了一座桥梁；在1944年初又修建了一座桥梁。
1944年3月，华西列夫斯基访问乌克兰第4方面军，并在报告中指出，暴雨使道路难以通行，并摧毁了锡瓦什湖南岸的渡口，并请求将行动延迟至3月15-20日。伏罗希洛夫和华西列夫斯基都强调要破坏德军的黑海运输，因此要加强黑海舰队的空中力量和潜艇数。由于天气恶化，进攻被进一步推迟至4月5日，并最终延迟至4月8日。

### 德军和罗马尼亚军
克里米亚在德军的右岸乌克兰防御的计划中起到了十分重要的作用，因为它可以掩护德军的南翼。希特勒在10月25日对罗马尼亚参谋伊莱·斯特弗莱亚说，守卫克里米亚可以防止其成为苏联从罗马尼亚或保加利亚登陆的基地。如果该地区被苏联攻占，苏联就能获得轰炸普里什蒂纳油田的重要基地。但是扬·安东内斯库并不赞同守卫克里米亚，他担心第17集团军在克里米亚重蹈第6集团军的覆辙。倘若类似的事情发生，他认为他难以承担此时造成的政治后果。而卡尔·邓尼茨在10月27日对希特勒承诺“可以通过海运向第17集团军输送足够的物资”，10月29日，希特勒下达命令：克里米亚的部队将在任何情况下都应以用任何手段进行防御，更多的德国营正通过陆、海、空三路被派往克里米亚。
苏军封锁克里米亚北部之后，第17集团军所有的补给都只能从海上运输。雅内克对第17集团军在克里米亚的防守已经几乎不抱有信心。但是德国海军在黑海地区的指挥官赫尔穆特·布林克曼向希特勒保证，他能无限期地向第17集团军提供补给，并在必要的时候将他们全部撤离。尽管这样的保证取决于德军对敖德萨、尼古拉耶夫等港口的控制，但是这使希特勒增加了坚守克里米亚的决心。1944年3月，第73、111步兵师和一个反坦克营通过黑海被运输至克里米亚，还有大量的铁拳和坦克杀手被运至克里米亚。
德军在彼列科普地峡和锡瓦什湖构筑了三道防线，并在依顺也修筑了一道防线。尽管希特勒并不允许德军撤退，但是埃尔温·雅内克依旧在塞瓦斯托波尔周围构筑了“格奈森瑙防线”，但是该项工作进展缓慢。同时，雅内克指示他的参谋修订先前的从海上撤退的计划。“康拉德”军级支队负责防守克里米亚北部，第5军防守刻赤半岛，罗马尼亚山地军在半岛南部清剿苏联的游击队。
从1941年10月31日至1942年7月4日，第11集团军花了近250天才攻克塞瓦斯托波尔，并为此承受了惨重的代价。希特勒认为，哪怕半岛大部分被苏军攻占，塞瓦斯托波尔也可以作为一个进攻的跳板，在西方同盟国的进攻被粉碎后即可着手反攻克里米亚。但是希特勒的想法和实际情况相差极大。原先强大的要塞群已经被炸毁，在1943至1944年，德军并没有修复位于塞瓦斯托波尔的要塞群。德军没有修复碉堡和炮台，而是将其作为野战医院、总部等防弹场所。尽管塞瓦斯托波尔主防线得到了加强，但是没有战略纵深，没有第二道和第三道防线。由于该地区坚硬的石灰岩，无法挖掘很深的战壕。防线最完善的地区是后方的赫尔松涅斯角。

## 双方的部队

### 德军
第17集团军下辖3个军：“康拉德”军级支队、罗马尼亚山地军和第5军，罗马尼亚骑兵军由康拉德指挥。截止至4月1日，第17集团军共有64712罗马尼亚士兵，约165000德军士兵，共12个师和两个突击炮旅。
| 第17集团军（由埃尔温·雅内克指挥）在1944年4月初的战斗序列 | 第17集团军（由埃尔温·雅内克指挥）在1944年4月初的战斗序列 | 第17集团军（由埃尔温·雅内克指挥）在1944年4月初的战斗序列 | 第17集团军（由埃尔温·雅内克指挥）在1944年4月初的战斗序列            |
| 军                                                       | 軍長                                                     | 附属单位                                                 | 师                                                                  |
| -------------------------------------------------------- | -------------------------------------------------------- | -------------------------------------------------------- | ------------------------------------------------------------------- |
| “康拉德”军级支队                                         | 鲁道夫·康拉德                                            | 原第49山地军                                             | 第50、336步兵师，第279突击炮旅                                      |
| “康拉德”军级支队                                         | 鲁道夫·康拉德                                            | 罗马尼亚骑兵军                                           | 罗马尼亚第10、19步兵师，罗马尼亚第9骑兵师                           |
| 第5军                                                    | 卡尔·阿尔门丁格尔                                        |                                                          | 第73、98步兵师，罗马尼亚第3山地师，罗马尼亚第6骑兵师，第191突击炮旅 |
| 罗马尼亚山地军                                           | 雨果·施瓦布                                              |                                                          | 罗马尼亚第1、2山地师                                                |
| 预备队                                                   |                                                          |                                                          | 第111步兵师                                                         |

### 苏军
乌克兰第4方面军共拥有18个步兵师、2个炮兵师和1个坦克军，并得到空军第8集团军的支援，共计278400人；独立滨海集团军拥有12个步兵师，得到空军第4集团军的支援，共计143500人；黑海和亚速海舰队共40500人参与战斗。合计462400人。
| 近卫第2集团军       | 格奥尔吉·费多罗维奇·扎哈罗夫 | 近卫第13步兵军  | 近卫第3、24、87步兵师                                                                  |
|                     |                              | 第54步兵军      | 第126、315、387步兵师                                                                  |
|                     |                              | 第55步兵军      | 第87、347步兵师                                                                        |
|                     |                              | 直属            | 近卫第2炮兵突破师                                                                      |
| 第51集团军          | 雅科夫·克雷泽                | 近卫第1步兵军   | 第91、346步兵师，近卫第33步兵师                                                        |
|                     |                              | 第10步兵军      | 第216、257、279步兵师                                                                  |
|                     |                              | 第63步兵军      | 第263、267、417步兵师                                                                  |
|                     |                              | 直属            | 第77步兵师、第26炮兵师、近卫第32坦克旅                                                 |
| 空军第8集团军       | 蒂莫菲尔·赫留金              | 第7强击航空兵军 | 第206、289强击航空兵师，第236歼击航空兵师                                              |
|                     |                              | 第3歼击航空兵军 | 第265、278歼击航空兵师                                                                 |
|                     |                              | 直属            | 近卫第6轰炸航空兵师、近卫第1强击航空兵师、近卫第6歼击航空兵师、近卫第2夜间轰炸航空兵师 |
| 乌克兰第4方面军直属 |                              | 第19坦克军      | 第79、101、202坦克旅，第26摩托化步兵旅                                                 |
|                     |                              |                 | 近卫第6坦克旅，近卫第4迫击炮师，第35反坦克炮兵旅，近卫第4摩托化旅                      |

|               |                                | 第3山地步兵军  | 近卫第128山地步兵师、第242山地步兵师、第318步兵师                     |
|               |                                | 近卫第11步兵军 | 近卫第2、32步兵师，第414步兵师                                        |
|               |                                | 第16步兵军     | 第339、383步兵师                                                      |
|               |                                | 第20步兵军     | 近卫第55步兵师、第20山地步兵师                                        |
|               |                                | 直属           | 第89、227步兵师                                                       |
| 空军第4集团军 | 康斯坦丁·安德烈耶维奇·韦尔希宁 | 直属           | 第214、230强击航空兵师，第229、329歼击航空兵师，第132夜间轰炸航空兵师 |

## 战役过程

### 地峡防线的突破和康拉德军级支队的撤退
1944年4月8日上午8点，乌克兰第4方面军对德军阵地进行了两个半小时的炮火准备。10点半，苏军发起了攻势。第51集团军的第91步兵师和近卫第32坦克旅对锡瓦什湖西南的罗马尼亚第10步兵师发起了猛烈的攻势。但是，在地雷和反坦克炮的帮助下，苏军未能取得进展，坦克旅的53辆坦克有27辆被德军摧毁。而在罗马尼亚第19步兵师的防区，苏军取得了一定的进展。苏军未能从正面击穿罗马尼亚的防线，但苏第848步兵营从后方渡过艾古利西克湖并迫使罗马尼亚第94步兵团后撤到第二道防线。于是，苏军开始向该桥头堡调兵，预备发起一场猛烈的攻势。
而在另一侧，近卫第2集团军仅派遣近卫第13步兵军率先冲击德军的防线，而近卫第19坦克军则作为预备队。苏军采取了全新的战术：炮兵先发射烟雾弹干扰德军的视线，然后步兵发起冲锋。配备了16辆OT-34喷火坦克的独立第512坦克旅和拥有KV-85坦克、SU-152自行火炮的第1452自行火炮团也投入战斗。德军防线迅速被撕裂，苏军攻占亚美尼亚斯克。德军被迫投入了包括第123掷弹兵团在内的预备队，但仅仅是阻止了苏军的前进。
9日，苏军继续发动猛烈的进攻。罗马尼亚第19步兵师在BM-31火箭炮和伊尔-2的轰炸之下被迫后撤。而在彼列科普一侧，第50步兵师的防线在下午4点被突破。4月10日清晨，第1271步枪团的第2营在彼列科普地峡后方登陆，德军未能将他们赶下大海。尽管这个登陆点远远不能威胁到位于地峡的德军，康拉德依旧选择将部队撤回到依顺防线。但是第50步兵师的部分部队已经被苏军绕过。由于第51集团军在锡瓦什湖的突破，康拉德进一步命令他的部队撤回格奈森瑙防线，依顺实际上只被坚守了几个小时。12日上午，苏军收复依顺。
克里米亚北部的防线被突破意味着德军要进行超过160公里的撤退，第19坦克军开始追击。11日，苏军收复托马舍夫卡，并于11点攻占占科伊。13日，第19坦克军攻占辛菲罗波尔和叶夫帕托里亚，此时康拉德的部队才刚刚撤到格奈森瑙防线，第17集团军位于辛菲罗波尔的指挥部在苏军到来前12小时才仓皇撤走。14日，第19坦克军抵达巴赫奇萨赖，距离塞瓦斯托波尔仅18英里。但是由保罗·贝茨指挥的要塞守备部队设法坚持了12小时，使康拉德军级支队得以撤回到塞瓦斯托波尔。然而，一些罗马尼亚的营投降或是被苏军摧毁。 

### 第5军的撤退
4月9日19点，雅内克在未经过OKH同意之下启动阿德勒计划，第5军开始从刻赤半岛撤退。德军撤退极度仓皇，没有进行战略诱骗即开始撤退。11日，苏军收复刻赤。由于从刻赤向西只有一条主干道，空军第4集团军得以对德军进行大规模轰炸，而由于德军的大炮大多由马牵引，无法快速撤退。12日，德军撤退到帕尔帕奇地峡，但是由于第19坦克军的突破有可能切断第5军的退路，第5军被迫继续撤退。雅内克命令第5军向费奥多西亚或是苏达克撤退，这样他们可以被海军疏散到塞瓦斯托波尔。在第5军撤退的时候，由于北面苏军推进过快，苏军的东翼极有可能遭到第5军的反击。因此，苏军决定在祖亚镇对德军进行阻击，因为第5军只有两条退路：通过祖亚镇或是走滨海公路撤往塞瓦斯托波尔。尽管在12日阿尔门丁格尔已经下令第5军撤往苏达克，有部分部队未能接到指令而向祖亚撤退。13日凌晨，德军遇上了苏军在祖亚的部队。尽管德军迅速夺得了祖亚河上的桥梁，并向祖亚推进，但被该镇北面的苏军的反击所阻止。
13日，苏军收复费奥多西亚，并在旧克里木追上了第5军。第198反坦克营和瓦尔特·珂普的克里米亚掷弹猎兵团阻击了苏军，使第5军成功撤退至苏达克。由于苏军的轰炸，只有10000人从海路撤往巴拉克拉瓦，其余部队则要穿过苏联游击队所在的克里米亚山脉。对德国人而言幸运的是，苏联的游击队没有阻碍第5军的撤退。罗马尼亚山地军派出了两个营掩护德军的撤退，这两个罗马尼亚营作战十分英勇。14日，第5军抵达阿卢什塔。尽管德军表明会带着这两个营撤退，但是实际上，这两个营被德军抛弃，并被苏军歼灭在山区中。15日，第5军撤退到雅尔塔，并作短暂的休息。施瓦布十分生气，因为德军不仅抛弃了罗马尼亚的部队，还在他们牺牲的时候在后方休息。 最终，16日，第5军撤退至塞瓦斯托波尔的东南面。第5军损失惨重，70%的火炮和重武器被丢弃，并付出了数千人的伤亡。

### 轴心军队从海上撤退（4月12日至27日）
在短短的九天内，第17集团军战斗减员29,873人。，罗马尼亚部队减员17,652人。为了将尽可能多的部队撤出，德军在梅肯齐耶夫山脉、白糖帽子山和萨蓬山布防，试图阻碍苏军的前进。由于撤退至塞瓦斯托波尔的德军过于混乱，实际上构建塞瓦斯托波尔第1道防线的是罗马尼亚山地军。15日，苏军发动了一次试探性进攻，但被罗马尼亚部队击退。由于德军在1942年付出极大的代价才攻占塞瓦斯托波尔，托尔布欣担心他的部队损失过重，因此命令第19坦克军暂缓进攻。
4月12日，雅内克已经被允许将非战斗人员、后方人员和罗马尼亚伤员撤往康斯坦察。罗马尼亚新式的玛利亚号和费迪南德国王号驱逐舰和驻扎在罗马尼亚的Bf-110战机也加入对该航线的护航。在第1周，轴心国成功疏散了约20000人。4约18日11点，两艘罗马尼亚运输船被苏联L-6潜艇发现。但是苏军的攻击并未成功，L-6被德UJ-104的深水炸弹炸沉。12点37分，4架A-20G发现了船队，阿尔巴尤利亚号商船被两枚炸弹命中，该船上有500名苏联战俘死亡。次日，该船被拖回康斯坦察继续参与运输。22日，苏军出动两个A-20编队进行轰炸，将奥萨格1号油轮击沉，并且成功使一枚炸弹命中费迪南德号驱逐舰，但是没有爆炸。4月23日，一艘MFP登陆艇被伊尔-2击沉，但是艇上的一千余人有三分之二被救起。4月27日，两只从塞瓦斯托波尔出发的船队在据该港11英里处遭到5艘苏联鱼雷艇的围堵。德军一艘S艇击沉了苏联一艘鱼雷艇，从而掩护了轴心部队的撤退。共72,000人次从塞瓦斯托波尔撤出，包括28,394名德军士兵。罗马尼亚骑兵军共27140人从克里米亚撤出，仅剩下3894人；其山地师也只剩下9436人。斯洛伐克和高加索志愿部队、志愿助手、战俘和平民优先被运输至罗马尼亚。尽管如此，仍有约2000人的部队被运往克里米亚。

### 苏军收复塞瓦斯托波尔
在轴心部队撤退的同时，苏军也在试图突破德军的防线。4月16日，叶廖缅科调任波罗的海第2方面军司令，独立滨海集团军由乌克兰第4方面军指挥，指挥官变更为梅利尼克。19日，独立滨海集团军对巴拉克拉瓦地区发起进攻，第51集团军对防线中部发起进攻，但是未能突破防线。苏军的炮兵此时缺乏足够的弹药，在没有有效的炮火压制之下，德军和罗马尼亚军能够有效利用崎岖不平的阵地。4月23日，苏军再度发起猛攻，近卫第2集团军攻占梅肯齐耶夫山脉，但是第19坦克军被德军的雷区所阻碍。苏军攻势再度停滞。德军得以将部队重组，“康拉德”军级支队辖第50、336步兵师，罗马尼亚第1、2山地师，第5军辖第73、98、111步兵师和罗马尼亚第3山地师。
4月29日，希特勒在贝西特斯加登接见第17集团军指挥官雅内克。雅内克当着希特勒的面表明除非向第17集团军提供大量的增援，否则该集团军必须撤退。希特勒承诺增援克里米亚，但是只同意增援4个营。雅内克当即表示，如果这样的话，他希望第17集团军能由国防军最高统帅部直接指挥。希特勒很生气，并对雅内克大发雷霆。在希特勒像往常一样宣讲坚守每一寸土地的重要性后，雅内克径直离开，摔门而出，并对旁边的警卫说：“告诉希特勒我离开了。”随后，雅内克乘坐的飞机被逼停在罗马尼亚，雅内克本人被逮捕，但在古德里安的干预下，雅内克得以免除死刑。第17集团军指挥官由第5军军长卡尔·阿尔门丁格尔接任，而第5军由弗雷德里希-威廉·米勒指挥。
5月1日，乌克兰第4方面军再次发起进攻。近卫第2集团军向别利别克河南岸的德军阵地发起攻击，而独立滨海集团军向巴拉克拉瓦发起攻击，并将其攻占。但是位于防线中部的白糖帽子山和萨蓬山依旧被德军牢牢控制，每当苏军对萨蓬山发起进攻，就会遭到白糖帽子山上德军的反击。但一支潜入德军阵地的突袭小队在一名死去的德军士兵身上发现了一张地图，上面清晰地描绘了萨蓬山的防御阵地。于是乌克兰第4方面军将正式总攻定为5月7日，并在5日先发动一次攻势。
5月5日上午9点30分，乌克兰第4方面军对德军发起了两个小时的炮击，随后近卫第2集团军发起总攻，但仅仅成功推进了1公里。6日，近卫第1步兵军成功突破了白糖帽子山的防线，极大程度上为接下来的攻势扫清了障碍。5月7日上午9点，第51集团军对萨蓬山发起炮击，并在10点半转入进攻。尽管苏军已经获得了地图，但是炮击对德军阵地的损伤有限。苏第63步兵军经过了一整天的奋战，在晚18点时推进至离山峰仅一二百码的位置，但是弹药几乎耗尽。德军在此时误判了局势，将部队后撤准备反攻。因此第63步兵军成功攻占萨蓬山，为了防止德军反攻得手，第10步兵军也很快被苏军调至萨蓬山。7日晚，阿尔门丁格尔调集两个战斗群对萨蓬山反攻阵地，攻势在次日12点达到顶峰，但是由于反击缺乏协调，德军未能占领山头。阿尔门丁格尔向舍尔纳提出，塞瓦斯托波尔已经无法坚守。1944年5月8日23点，希特勒终于下令，允许第17集团军撤出克里米亚。
7日，独立滨海集团军的第16步兵军向德第73步兵师发起猛攻，德军第170掷弹兵营的防线被苏联海军第83步兵旅击穿，当日第16步兵军推进了1500码，接近了第5军炮兵所在的卡兰。第5军被迫撤退到第二条防线。近卫第2集团军沿着贝尔贝克河缓慢向前推进，并终于抵达塞维纳亚湾外围阵地。5月8日晚，被近卫第2集团军围困在塞维纳亚湾的第50步兵师残部通过海上向南撤退。在第19坦克军被调至独立滨海集团军后，该集团军继续发起进攻，装甲部队击穿了第73步兵师的防线，并迫使他们撤往赫尔松涅斯角。此时德军剩余的部队均向该半岛撤退，此处拥有大量的补给和最后的机场。5月9日下午16时，塞瓦斯托波尔市区被第51集团军攻占。此时托尔布欣决定让独立滨海集团军清理最后的德军。此时德军的防线仅有875码，因而苏军的攻势难以展开。但是苏军的炮兵对德军猛烈开火，迫使德国空军决定将飞机全部撤出克里米亚。最终，5月11日晚，防线被苏军逐步摧毁，德军向滩头的撤退点撤退。

### 轴心联军从海上撤退（5月8日至5月12日）
在9日苏军突破第73步兵师防线之后，赫尔松涅斯角已经被纳入苏军的火炮射程。在希特勒下令撤退后1个小时，一个船队携带2887人撤离了塞瓦斯托波尔。10日凌晨两点，帕特里亚船队抵达塞瓦斯托波尔。8点30分，该船队向康斯坦察驶去，但是遭到了苏联轰炸机的袭扰。9点30分，21架伊尔-2对船队轰炸，托提拉号被命中3枚100公斤炸弹并沉没。5个小时后，泰加号被A-20G炸沉。两艘船共载有9000人，其中约有8000人死亡。11日清晨，罗马尼亚号扫雷艇和达努比乌斯号运输船被苏联空军击沉。德国的海尔加号运输船起初逃过一劫，但很快也被击沉。费迪南德国王号也成了苏联的空袭目标。一枚炸弹命中了船体并杀死了11名船员，但是没有爆炸，最终该船被迫在10点30分撤出克里米亚海域。
5月11日晚，防线上的部队被命令前往海滩进行最后的撤离，但是负责协调的奥托·舒尔茨乘坐的巡逻艇出现无线电故障，导致一些船只行驶到了错误的海滩，船上仅有少数士兵，而其他海滩上的士兵只能等待。第98步兵师的残部在凌晨3点成功登上小艇被全部疏散，但是其他步兵师只有少部分人能够上船，第111步兵师甚至完全未被疏散。玛利亚皇后号护送着船队离开，但是杜罗斯托尔号商船还是被炸沉了。12日，德军防线被彻底摧毁，部分德军，特别是第73步兵师仍在抵抗，直到他们被海水淹没。12日晚，德国和罗马尼亚海军救起了约800人，他们大多数是从海上游到滩头的。5月13日凌晨3点30分，奥托·舒尔茨下令终止从克里米亚的撤退行动。几个小时后，德军最后的抵抗被击溃。
从5月10日至13日，德军共疏散了47,825人，包括德军28,992人和罗马尼亚军15,078人。在战役结束后，尽管包括阿尔门丁格尔在内的部分陆军将领对此十分不满，布林克曼和舒尔茨被授予骑士十字勋章。

## 战役之后

### 双方的伤亡
德第17集团军遭到了沉重的打击。德军五个步兵师共两个师长死亡、一个师长受伤、一个师长被俘。尽管有相当一部分部队成功抵达了罗马尼亚，但是他们损失了全部的重武器，需要经过数周的补充才能再度上战场。德国和罗马尼亚的关系进一步恶化，罗马尼亚正尝试向苏联进行和谈。
乌克兰第4方面军共伤亡63,830人，包括13,332人死亡；独立滨海集团军和空军第4集团军共伤亡20,501人，包括4,196人死亡；黑海和亚速海舰队伤亡488人，包括226人死亡。总计伤亡84,819人，包括17,754人死亡，死亡人数约占参战人数的3.8%。罗马尼亚的部队共伤亡28,835人，其中在从海上及空中撤退时减员6,313人。

### 克里米亚鞑靼人的遭遇
在塞瓦斯托波尔被苏联收付两天后，斯大林签署了国家国防委员会第5859号法令，该法令强调“许多克里米亚鞑靼人背叛了祖国，抛弃了保卫克里米亚的红军部队并站到了敌人一边，加入了德国人组建的志愿军部队与红军作战”，并指出所有的克里米亚鞑靼人应被迁移至乌兹别克。5月18日，由贝利亚率领的NKVD部队开始围捕鞑靼人。在3天之内，NKVD抓捕了约15万人。5月底，NKVD在报告中表明他们已经抓捕了183155名克里米亚鞑靼人。然而，仍有部分人成功逃脱，包括鞑靼人领袖穆斯塔法·埃迪格·基里马尔。至少有6,400人在运输中死亡，在抵达乌兹别克的鞑靼人中，第一年即有约30,000人死亡。

## 脚注
1. 1 2 3  Krivosheev 2001，第294頁.
2. 1 2  Frieser 2017，第483頁.
3. 1 2  Axworthy 1995，第133頁.
4. 1 2  Axworthy 1995，第136頁.
5. ↑  Forczyk 2014，第243-244頁.
6. 1 2 3  Frieser 2017，第461頁.
7. ↑  Forczyk 2014，第247-249頁.
8. ↑  Buttar 2020，第312頁.
9. 1 2  Forczyk 2014，第251頁.
10. ↑  Frieser 2017，第463頁.
11. ↑  Forczyk 2014，第257頁.
12. 1 2  Buttar 2020，第316頁.
13. ↑  Frieser 2017，第467-468頁.
14. ↑  Buttar 2020，第310頁.
15. ↑  Buttar 2020，第311頁.
16. 1 2  Forczyk 2014，第270&272頁.
17. 1 2  Buttar 2020，第330頁.
18. ↑  Glantz & House 2015，第247-248頁.
19. ↑  Frieser 2017.
20. ↑  Buttar 2020，第319頁.
21. ↑  Forczyk 2014，第271頁.
22. ↑  Buttar 2020，第335頁.
23. ↑  Buchner 1995，第113-114頁.
24. ↑  Forczyk 2014，第311頁.
25. 1 2  Gurkin et al. 1988，第110-111頁.
26. ↑  Porter 2009，第130-131頁.
27. ↑  Forczyk 2014，第311-312頁.
28. ↑  Forczyk 2014，第312頁.
29. ↑  Forczyk 2014，第272頁.
30. 1 2  Forczyk 2014，第272-273頁.
31. ↑  Forczyk 2014，第274頁.
32. ↑  Forczyk 2014，第275頁.
33. ↑  Buttar 2020，第333頁.
34. ↑  Forczyk 2014，第276頁.
35. ↑  Buchner 1995，第103頁.
36. 1 2  Buttar 2020，第332頁.
37. 1 2  Forczyk 2014，第278頁.
38. 1 2  Forczyk 2014，第280頁.
39. ↑  Buttar 2020，第338頁.
40. ↑  Forczyk 2014，第277頁.
41. ↑  Buttar 2020，第336頁.
42. ↑  Forczyk 2014，第279頁.
43. ↑  Forczyk 2014，第281頁.
44. ↑  Axworthy 1995，第134頁.
45. ↑  Buttar 2020，第339頁.
46. ↑  Forczyk 2014，第282頁.
47. ↑  Forczyk 2014，第283頁.
48. ↑  Buttar 2020，第342頁.
49. 1 2 3  Forczyk 2014，第285頁.
50. ↑  Buttar 2020，第341頁.
51. ↑  Forczyk 2014，第286頁.
52. ↑  Buttar 2020，第343頁.
53. 1 2  Buttar 2020，第346頁.
54. ↑  Forczyk 2014，第288頁.
55. ↑  Forczyk 2014，第287頁.
56. ↑  Forczyk 2014，第289頁.
57. 1 2  Forczyk 2014，第291-292頁.
58. 1 2  Forczyk 2014，第290頁.
59. ↑  Buttar 2020，第351頁.
60. ↑  Forczyk 2014，第292頁.
61. 1 2  Buttar 2020，第352頁.
62. ↑  Forczyk 2014，第291頁.
63. 1 2  Forczyk 2014，第293頁.
64. ↑  Buttar 2020，第353頁.
65. ↑  Forczyk 2014，第294-295頁.
66. ↑  Forczyk 2014，第295頁.